# 강애란
강애란(姜愛蘭, 1960년 6월 16일~)은 대한민국의 화가, 판화가, 설치 예술가이다. 책을 모티브로 한 작품 세계를 표현하는데 실제의 책, 가상의 책, 멀티미디어로 이루어진 책 등 다양한 형태의 책으로 전시회를 연다. 이화여자대학교 조형예술대학의 서양화전공 소속 교수로 있으며 한국 현대미술을 도루는 디지털 전시공간인 아카이브(akive)가 선정한 2000년대 한국 현대미술을 대표하는 예술가에 이름이 올라있다.

## 전시

### 개인전
- 2014년 갤러리몬, 서울
- 2009년 갤러리시몬, 서울
- 2004년 Priska C. Juschka Fine Art 갤러리, 뉴욕
- 2003년 금산갤러리, 서울
- 2001년 아트선재센터, 서울. 금산갤러리, 서울. 갤러리 Itaza, 교토
- 1998년 박영덕화랑, 서울
- 1996년 Gutral Artists House, 모스크바
- 1995년 그로리치화랑, 서울
- 1992년 갤러리현대, 서울
- 1986년 두손갤러리, 서울. 시로타갤러리 도쿄

### 단체전시
- 2004년 아시아 미술전, 후쿠오카 아시아 아트 뮤지엄, 후쿠오카
- 2003년 북아트전, 국립현대미술관, 과천
- 2002년 제2회 서울국제미디어아트 비엔날레, 서울시립미술관, 서울
- 2000년 신소장품전, 국립현대미술관, 과천
- 1998년 한국현대판화30년전, 서울시립미술관, 서울
- 1997년 21세기 한국미술의 표상전 - 아름다운 공룡들, 예술의전당, 서울
- 1996년 대상수상작가전, 국립현대미술관, 과천
- 1995년 서울미술대전, 서울시립미술관, 서울
- 1994년 한국지성의 표상전, 예술의전당, 서울
- 1993년 한국현대판화40년전, 국립현대미술관
- 1987년 6인전, 도쿄 G. Art Gallery
- 1986년 미술대전 특선
- 1985년 중화민국 국제판화비엔날레, 타이페이현대미술관

## 수상
- 1994년 석남미술상
- 1993년 도쿄:마치다국제판화전 매상상
- 1988년 서울국제판화비엔날레 대상
- 1987년 미술대전 대상
- 1985년 현대판화협회공모전 우수상